# Cyphostemma meyeri-johannis
Cyphostemma meyeri-johannis är en vinväxtart som först beskrevs av Gilg & M. Brandt, och fick sitt nu gällande namn av B. Verdcourt. Cyphostemma meyeri-johannis ingår i släktet Cyphostemma och familjen vinväxter. Inga underarter finns listade i Catalogue of Life.